# Raparna bipuncta
Raparna bipuncta là một loài bướm đêm trong họ Noctuidae.